# Празький 58-й піхотний полк
58-й піхотний Празький полк — піхотна військова частина Російської імператорської армії, сформована у 1831 році. Протягом 1831—1918 років входив до складу 15-ї піхотної дивізії Російської імперії.
Старшинство — 14 лютого 1831 року. Полкове свято — 6 грудня.

## Історія
Полк був сформований у 1831 році з частин Литовського і Ризького полків. Входив до складу 15-ї піхотної дивізії 8-го армійського корпусу Одеського військового округу. 16 лютого 1831 року до полку приєднано 3-й батальйон Рязького піхотного полку, а 23 лютого 1845 року — 2-й батальйон 51-го єгерського полку, полк приведений до складу шести батальйонів.
16 грудня 1845 року 2-й і 3-й батальйони відраховані на укомплектування Самурського піхотного полку, а 10 березня 1854 року в складі полку утворено 7-й і 8-й батальйони. 23 серпня 1856 року 4-й батальйон відокремлено в резервні війська, а батальйони з п'ятого по восьмий розформовано.
25 березня 1857 року полк найменовано Празьким піхотним генерал-ад'ютанта графа Лідерса.
6 квітня 1863 року з 4-го резервного батальйону і безстроково відпускних 5-го і 6-го батальйонів сформовано Празький резервний піхотний полк, що згодом отримав назву 134-го піхотного Феодосійсько полку.
25 березня 1864 року полк найменовано 58-м піхотним Празький генерал-ад'ютанта графа Лідерса полком, а 14 лютого 1874 року — 58-м піхотним Празьким полком.
З 1870 року дислокувався в Миколаєві. Починаючи з 1879 року мав чотири батальйони (командири — у чині полковників і підполковників) і 16 рот (ротні командири — капітани).
У штаті числилися командир полку, завідувач господарством, полковий ад'ютант, полковий діловод, полковий скарбник, діловод із госпчастини, командири батальйонів і рот. Крім стройових рот існували: нестройова рота, мисливська команда, очна команда, хлібопекарська команда, лазарет (старший лікар, чотири молодші лікарі, фельдшер), навчальна команда, полковий суд, полкова швальня (кравецька майстерня), завідувачі збройової частини, офіцерської їдальні та полкової бібліотеки, а також полковий капельмейстер.
На початку Першої світової війни 58-й піхотний Празький полк пішов із Миколаєва, а 1917 року його було розформовано. Однак частина солдатів і офіцерів перебралися на Дон і відтворили полк, що став ядром білогвардійської Добровольчої армі під командуванням М. Й. Неженцева.

### Бойовий шлях
У 1831 році полк брав участь у придушенні польського національно-визвольного повстання в містечку Прага в передмісті Варшави, звідки й пішла назва полку, що присвоєна йому в 1855 році. 
Надалі полк брав участь у війні на Кавказі (1840—1846), у придушенні Угорського повстання у 1849 році, в російсько-турецькій війні (1877—1878), в російсько-японській (1904—1905) і у Першій світовій війні на південно-західному, румунському фронтах. 

## Командування

### Шефи полку
- 25 березня 1857 — 5 лютого 1874 — генерал-ад'ютант граф Лідерс Олександр Миколайович.

### Командири полку
- 25 травня 1831 — 10 лютого 1840 — полковник (з 26 березня 1839 генерал-майор) Балицький Ігнатій Семенович.
- 25 грудня 1844 — 10 січня 1846 — підполковник (з 19 серпня 1845 полковник) Бельгард Валеріан Олександрович.
- 10 січня 1846 — 3 лютого 1847 — полковник барон Дістерло Василь Федорович.
- 3 лютого 1847 — 20 січня 1850 — підполковник (з 18 жовтня 1847 полковник з 1 вересня 1849 генерал-майор) Вранкен Агафон Карлович.
- 20 січня 1850 — 14 жовтня 1852 — полковник Кун Михайло Йосипович.
- 14 жовтня 1852 — 14 грудня 1858 — полковник Крузенштерн Філіп Фрідріхович.
- 14 грудня 1858 — 1 січня 1863 — полковник Попов Микола Іванович.
- 6 січня 1863 — 28 березня 1871 — полковник Соколов Іван Йосипович.
- 2 квітня 1871 — 2 лютого 1873 — полковник Баранов Олександр Євграфович.
- 2 лютого 1873 — 4 серпня 1878 — полковник Левашов Федір Микитович.
- 13 серпня 1878 — 28 березня 1879 — полковник Чайковський Митрофан Петрович.
- 1879 — 24 травня 1884 — полковник Альбрехт Іван Федорович.
- 15 червня 1884 — 23 липня 1894 — полковник Свєнціцький Валеріан Йосипович.
- 26 липня 1894 — 21 листопада 1897 — полковник Саблін Іван Олексійович.
- 11 грудня 1897 — 17 липня 1900 — полковник Фок Олександр Вікторович.
- 9 вересня 1900 — 1 червня 1904 — полковник Пряслов Михайло Андрійович.
- 1 червня 1904 — 19 лютого 1907 — полковник Абаканович Станіслав Костянтинович.
- 19 лютого 1907 — 11 травня 1909 — полковник Нечволодов Олександр Дмитрович.
- 21 червня 1909 — 31 січня 1915 — полковник Кушакевич Олексій Юхимович.
- 18 березня 1915 — 20 серпня 1915 — полковник Черемисинов Володимир Михайлович.
- 20 серпня 1915 — 13 березня 1917 — полковник Горбов Іван Іванович.
- 31 березня 1917 — полковник Козубек Павло Іванович.

## Бойові відзнаки
- Георгіївський полковий прапор за похід в Анді 1845 року, за захоплення приступом Темешської ущелини під час придушення Угорського повстання 1848—1849 років і за Севастополь 1854—1855 років.
- Знаки на головні убори з написом: «За Мукден у 1905 році», надані 8 червня 1907 року.

## Знаки розрізнення
| Опис   | Знаки розрізнення станом на 1904—1907 роки      | Знаки розрізнення станом на 1904—1907 роки      | Знаки розрізнення станом на 1904—1907 роки | Знаки розрізнення станом на 1904—1907 роки | Знаки розрізнення станом на 1904—1907 роки | Знаки розрізнення станом на 1904—1907 роки | Знаки розрізнення станом на 1904—1907 роки | Знаки розрізнення станом на 1904—1907 роки |
| ------ | ----------------------------------------------- | ----------------------------------------------- | ------------------------------------------ | ------------------------------------------ | ------------------------------------------ | ------------------------------------------ | ------------------------------------------ | ------------------------------------------ |
| Погон  | Просьба за изготовлением и перемещеним картину! | Просьба за изготовлением и перемещеним картину! |                                            |                                            |                                            |                                            |                                            |                                            |
| Звання | Полковник                                       | Підполковник                                    | Капітан                                    | Штабскапітан                               | Поручик                                    | Подпоручик                                 | Прапорщик                                  |                                            |
| Група  | Штаб-офіцери                                    | Штаб-офіцери                                    | Обер-офіцери                               | Обер-офіцери                               | Обер-офіцери                               | Обер-офіцери                               | Обер-офіцери                               | Обер-офіцери                               |

## Відомі люди, що служили в полку
- Качалов Володимир Якович — радянський воєначальник, генерал-лейтенант.
- Саксаганський (Тобілевич) Панас Карпович — визначний український актор, режисер, драматург і педагог школи Марка Кропивницького, один з корифеїв українського побутового театру.